# Fagforening
Fagforening er en sammenslutning af arbejdstagere indenfor samme branchegren eller fag. En fagforening tager vare på lønmodtagernes interesser. Fagforeningens fremmeste opgaver er at kæmpe for bedre løn og gode arbejdsvilkår. Efter anden verdenskrig er velfærdsgoder, sociale ydelser og forskellige politiske solidaritetsspørgsmål blevet vigtige kampsager.
I områder med flere bedrifter indenfor samme fag bliver der ofte oprettet sammenslutninger i hver enkelt bedrift. De fleste fagforeninger er tilknyttet et fagforbund, også kaldet fagorganisationer eller arbejdstagerorganisationer. Fagforbundene er som regel landsomfattende organisationer, som er opbygget af lokale fagforeninger eller afdelinger.
Traditionelt blev fagbevægelsen i 1800-tallet oftest oprettet i de forskellige fag med tilknytning til de dominerende produktioner i lokale fabrikker eller primærnæringer. Jo større bedrifterne var, desto lettere var det at organisere arbejderne og skabe sammenhold og loyalitet, som man havde brug for i begyndelsen for at forsvare organisationsretten. De første fagforeninger etableredes i Danmark i 1870'erne og 1880'erne, og de blev efterhånden samlet på landsplan i fagforbund.

## I Danmark
En stor del af fagforbundene er tilknyttet Danmarks største lønmodtagerorganisation, Fagbevægelsens Hovedorganisation (FH). Denne organiserer faglige organisationer, der repræsenterer 1,4 millioner lønmodtagere. 

## Eksterne links
- ITUC Arkiveret 23. oktober 2018 hos  Wayback Machine – International Trade Union Congress
- Kjellberg, Anders (1999) "Fagorganisering i Norge og Sverige i et internasjonalt perspektiv" Arkiveret 17. december 2013 hos  Wayback Machine, Arbeiderhistorie 1999. Aarbok for Arbeiderbevegelsens Arkiv och Bibliotek (Tema: LO 100 år). Oslo 1999, sid 57-83